# SKIPシティ

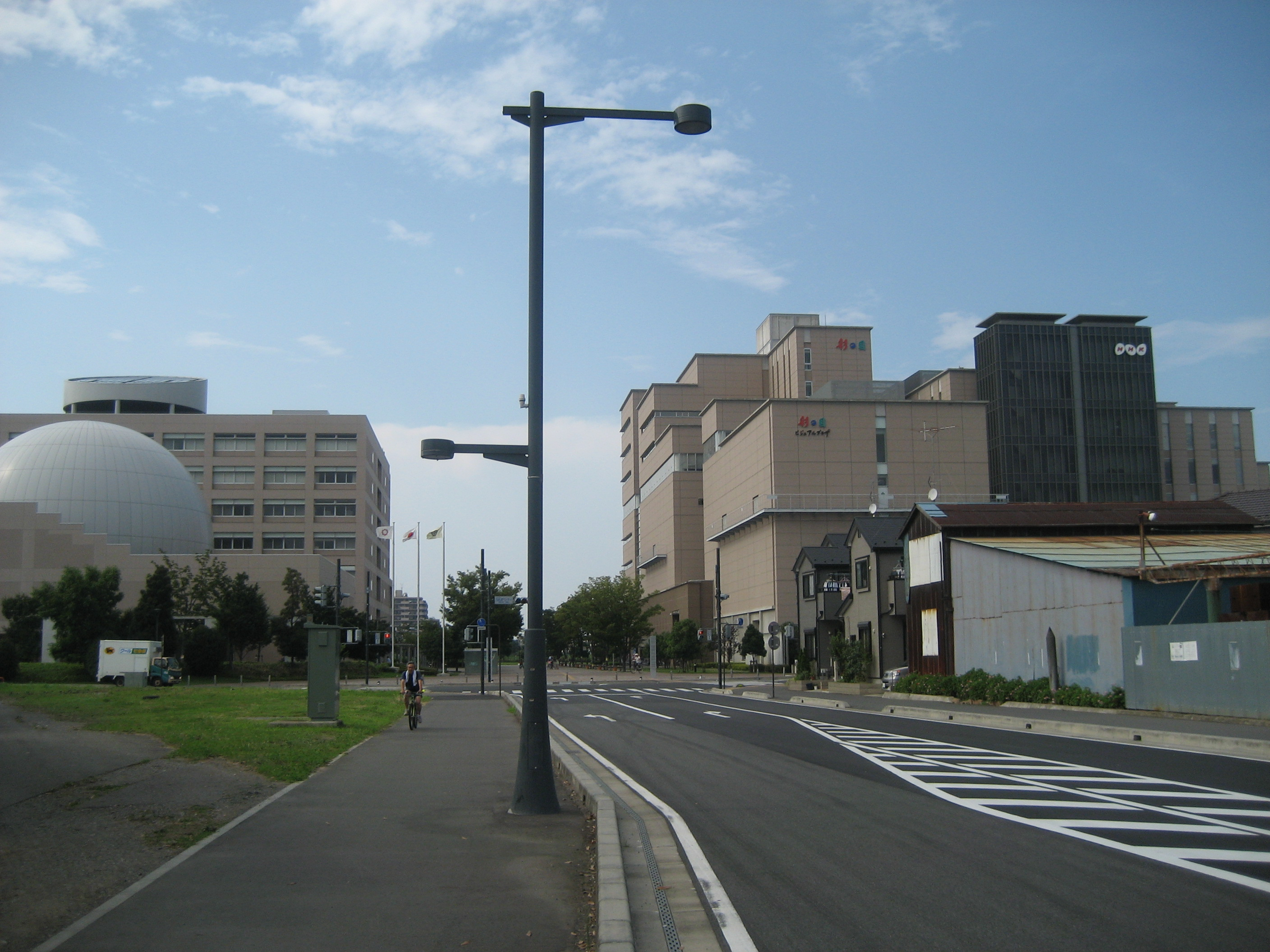
SKIPシティ

SKIPシティ（スキップシティ）は、埼玉県川口市にある、映像制作を目的とした施設。NHK川口ラジオ放送所跡地の産官学連携による再開発事業として、2003年2月1日にオープンした。SKIPは 英: Saitama Kawaguchi Intelligent Parkの頭文字から。

## 概要
SKIPシティが置かれている場所には、かつては日本放送協会（略称：NHK）ラジオ第1放送を送信するNHK川口ラジオ放送所が置かれていた。2本の鉄塔からなる施設であり、近隣の川口市立上青木小学校の校歌にも歌われている。放送所は老朽化が進んでいたため、NHK放送センターはアンテナ施設を埼玉県久喜市に移転させた（NHK菖蒲久喜ラジオ放送所）。NHK放送センターは老朽化した施設用地の売却も検討したが、広大な土地のため売却先が見つからず、NHKワールド・ラジオ日本を送信する暫定送信所として再活用することにした。一部の区画については、国家事業として推進されてきた放送衛星の運用が放送局主体の運用に変ったため、通信・放送機構の地上管制局として運用することになった。
折りしも、埼玉県と埼玉県議会において川口ラジオ放送所の跡地利用に関する検討が行われ、再開発計画として映像産業拠点を設置することが決まった。
埼玉県とNHKが出資する特定目的会社を事業主体として設立して提案を募り、学校法人早稲田大学・NTTコミュニケーションズの案を了承して、施設の建設に着手した。第1期計画として、現在のA街区に相当する地区の建設が始まった（工事受注：竹中工務店・清水建設の共同企業体）。施設関連サービス運営担当として、ソニー株式会社が管理運営を行っている。
A1街区に関しては、埼玉県・川口市を主体にした施設建設が行われ、埼玉県と川口市の外郭団体が入居することになった。2000年に工事着工、2003年11月14日に全館開業。C街区に関しては、第2期計画として予定されているが、計画は凍結状態となっている。将来に関しては不明であるが、特定目的会社の解散（2033年）までには、第2期事業が再開される予定。
なお、B街区についても長らく凍結状態となっていたが、2020年6月にNHKが4つの大型テレビスタジオや付帯設備として編集室や美術倉庫などを備える「川口施設（仮称）」の建設を発表した。現在、B街区の土地は埼玉県や川口市が所有しているが、NHKがC街区の土地との等価交換で取得し、2022年に着工、2026年度の運用開始を目指すとしている。
彩の国ビジュアルプラザ（埼玉県立映画博物館他の施設からなる）、NHKアーカイブス、埼玉県立産業技術総合センター川口支所、 埼玉県立生活科学センター（くらしプラザ）、川口市立科学館などで構成される。このうち、産業技術総合センターの多目的ホールでは2016年からプロレスの興行が開催されている。その他にも、大小様々な映像制作会社がテナントを構えている。
毎年、SKIPシティ国際Dシネマ映画祭という映画製作者の登竜門ともなっている映画祭も行っている。
昨今では、A1・A2施設間の広場（プロムナード）に、家族連れや小中学生が集まり憩いの場となっている。また、近くの埼玉県立川口高等学校、埼玉県立鳩ヶ谷高等学校、川口市立川口総合高等学校などのダンスチームの生徒がダンス練習を行ったり、バンドチームが練習する様子が見られる。
映画やドラマの撮影などのロケも行われる。
確定申告の相談会場として、例年2月から3月にかけて川口税務署（川口市の一部と草加市を管轄）がSKIPシティを毎年利用している。2023年までは西川口税務署（川口市の一部と戸田市、蕨市を管轄）も利用していたが、2024年より川口税務署の単独会場となっている。
2019年から、川口市主催の夏祭り「たたら祭り」の会場として使用されている（毎年8月に開催）。これは2018年まで使用されてきた川口オートレース場の一部施設が、耐震性不足によって閉鎖されたことを受けたもの（こちらを参照）。

## 事業主体
- 埼玉県
- 川口市
- 日本放送協会
- 株式会社スキップシティ（特別目的会社）- 主に不動産及び施設の資産管理を行うために設立した第三セクター
- NTTコミュニケーションズ株式会社

## 行政地区（A1街区）
7階建ての本館と3階建ての分館からなる施設。

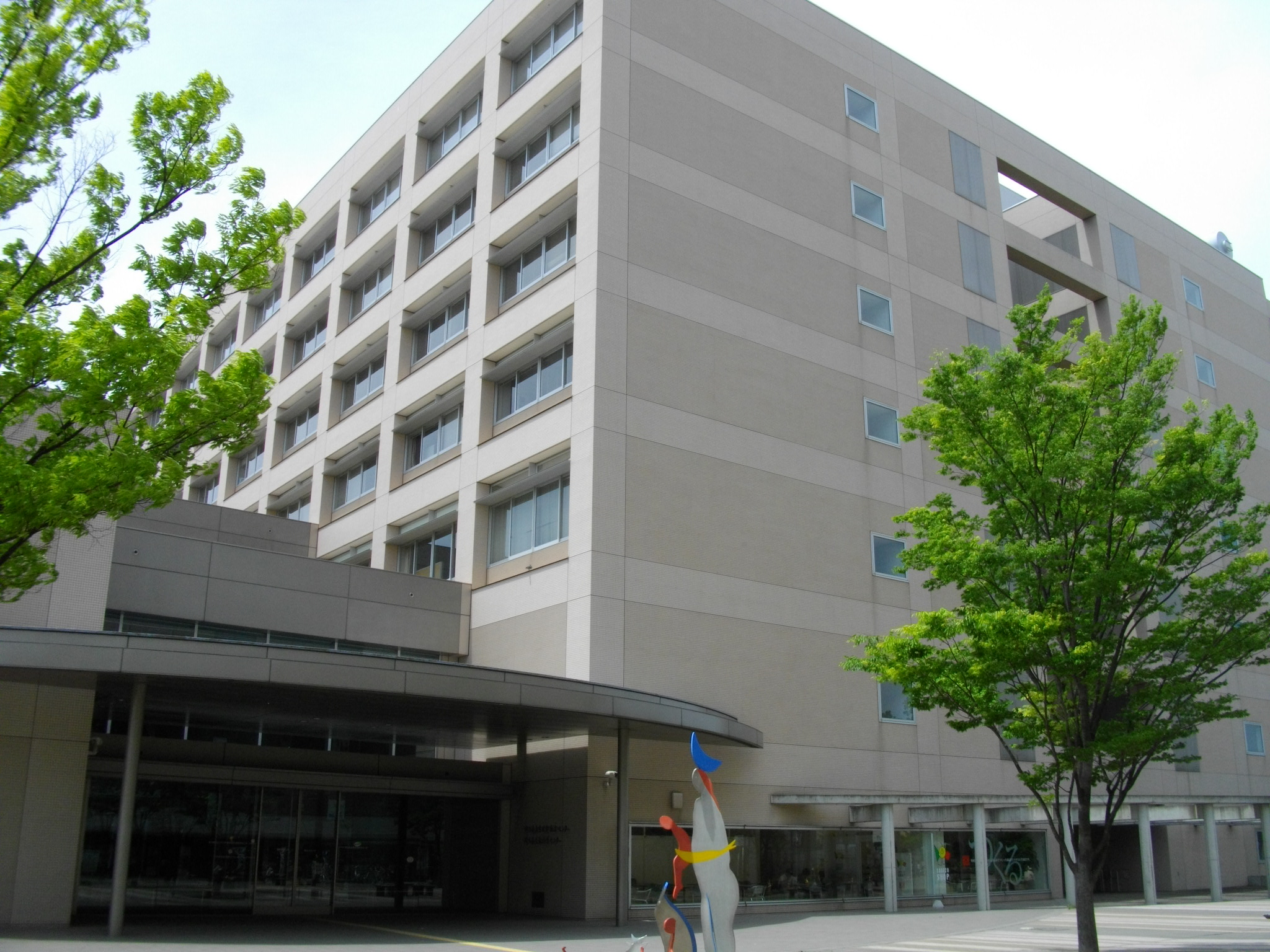
本館

- 7階建ての本館の施設は、以下の機関が使用。
  - 埼玉県産業技術総合センター - 埼玉県立産業研究所（産官連携オフィス）
  - 埼玉県消費生活支援センター - 国民生活センターの埼玉県センター
  - 埼玉県中小企業振興公社 - 埼玉県内の中小企業等への融資や各種相談に応じる埼玉県の外郭団体
  - 財団法人川口市産業振興公社 - 川口市内の産業等へ融資や各種相談に応じる川口市の外郭団体
- 3階建ての分館は、以下の施設が使用。
  - 川口市立科学館 - 川口市立の科学館

## 映像産業拠点（A2街区）

### ソフト支援製作施設 - 映像ソフト制作のための支援施設
- 彩の国ビジュアルプラザ - 埼玉県における映像産業のインキュベーションを目的に設立された施設。
  - 映像ミュージアム - 映画制作の歴史から映像製作に関する様々な資料を集めた展示館。
  - 映像ホール - 映像展示を行う施設（Dシネマ映画祭などのイベントが行われる施設。学校などでの卒業製作展示も可能な施設である。学校利用では無料となる場合がある［要問い合わせ］）。
  - HDスタジオ - フル・ハイビジョン映像等を製作するためのスタジオ（一般利用者も体験利用可能）。
  - インキュベート施設 - 映像関連ベンチャー企業の育成を行うための施設（具体的には、低家賃で製作事務所などを貸し出し、事業が軌道に乗るまで施設利用などの面で優遇を行う施設）。

### 映像データベース - 様々な映像関連資料を蓄積したデータベースセンター
- NHKアーカイブス - NHKが保有する映像資料は各放送局毎に製作され、静岡放送局浜松支局で管理されていたが、資料の置き場が手狭になったことと、映像資料の一元管理を目指して設置された。
  - 公開ライブラリー - NHKアーカイブスに保管された映像資料のうち、デジタル化が終了したものから順に各端末ごとに視聴が可能な映像閲覧施設（埼玉県の保有する映像資料も閲覧が可能である）。

### 人材育成施設 - 映像製作者養成施設
- インキュベートオフィス・プレインキュベーション施設（ビジュアルプラザ 7 - 9階）-　株式会社スキップシティが運営するインキュベーション施設として、起業支援や映像制作支援を行っている。

### 情報発信支援施設-製作した映像などを、IP通信を活用して発信する施設
- NTTコミュニケーションズIPソリューションセンター - CCW/IIJセンター。IPソリューションを提供する拠点。

### 商業施設
- 商業施設 - SKIPマート（コンビニ）、ラーメン店、居酒屋（つぼ八）等が入居。

### スキップシティ-特定目的会社
- 事務所 - 映像産業拠点全体を維持運営するための事務所。

## B街区
- 所有別は、埼玉県が1.7万㎡で、川口市が1.6万㎡。2020年6月9日にNHKの新施設計画を発表。4K収録に対応するため、テレビを制作する大型スタジオを4つ整備。2022年度に着工。2025年度に完成。2026年度に運用開始する予定[1][2]。実質の総面積は3.3万㎡であるが、公開空地などが含まれるため、NHKが取得した部分は2.2万㎡[3]。工事業者は、大成建設。

## C街区
- 空き地 - B街区保有者であるNHK保有地と交換が行われたため、事業用面積は2.4万㎡。

川口市消防局の主催で、広域防災訓練などに活用されている。
かつては老朽化が進む川口市役所の移転先の候補地として挙げられていたが、2013年（平成25年）11月22日に市役所本庁舎を現在地（川口市青木）で建て替える方針か表明されため、今日に至るまで空き地である。
現在はNHKが所有しているが、2020年6月9日のNHK新施設計画発表で、着工前の2022年度にB街区の土地と交換する予定であることが明らかになった。

## D街区
- 放送衛星システムの地上運用局

## 事業特徴
本プロジェクトは埼玉県とNHKが実施したコンペによって選ばれた企業体を主体として運営が行われ、30年間の時限付きプロジェクトとして推進されている。株式会社スキップシティによる運営は2033年に終了するため、その後は各テナント毎に自立することになっている。

## 交通
- JR・埼玉高速鉄道各駅より路線バス（国際興業バス）

川18：川口駅東口 - 川口市立高校 - 鳩ヶ谷駅 - 鳩ヶ谷公団住宅
川19：川口駅東口 - 川口市立高校 - 戸塚安行駅
川20：川口駅東口 - 川口市立高校 - 東川口駅南口
川23：川口駅東口 - 川口市立高校 - 新井宿駅
西川08：西川口駅東口 - イオンモール川口前川 - 川口市立高校 - 西川口駅東口
総合高校下車徒歩2分
西川09：西川口駅東口～SKIPシティ循環・・SKIPシティ・SKIPシティ西下車（朝･夕のみ運行）
- 川口市みんななかまバス

川口02：川口市立医療センター - 蕨駅東口 - SKIPシティ西 - 川口市立医療センター
SKIPシティ東・SKIPシティ西下車
- 埼玉高速鉄道鳩ヶ谷駅より徒歩20分

## 放送関係
D街区には、株式会社放送衛星システム（日本放送協会、民放各社の出資による放送衛星運用会社）の地上運用局が設置されている。なお、このパラボラアンテナは、電波望遠鏡ではなく、静止軌道上にある放送衛星の地上管制を行う施設である。